# Серебряный ручей
Сере́бряный — небольшой ручей в западной части Всеволжского района Ленинградской области (большей частью) и в Санкт-Петербурге (устье и приустьевая часть), впадающий в реку Сестру слева на территории Белоострова. Длина — 12 км.
На картах XVII—XIX веков обозначен как р. Кузминъ. Жители Белоострова часто по-прежнему называют ручей Кузьминкой.
На левом берегу ручья в 1930-х годов был построен знаменитый ДОТ «Миллионер» КаУРа.